# Лихтенборн
Лихтенборн (њем. Lichtenborn) општина је у њемачкој савезној држави Рајна-Палатинат. Једно је од 235 општинских средишта округа Ајфелкрајс Битбург-Прим. Према процјени из 2010. у општини је живјело 344 становника. Посједује регионалну шифру (AGS) 7232260.

## Географски и демографски подаци
Лихтенборн се налази у савезној држави Рајна-Палатинат у округу Ајфелкрајс Битбург-Прим. Општина се налази на надморској висини од 548 метара. Површина општине износи 11,4 km². У самом мјесту је, према процјени из 2010. године, живјело 344 становника. Просјечна густина становништва износи 30 становника/km².